# ميغز
ميغز (بالإنجليزية: Meigs, Georgia)‏ هي مدينة تقع في مقاطعة ميتشل, مقاطعة توماس بولاية جورجيا في الولايات المتحدة. تبلغ مساحة هذه المدينة 4.2 (كم²)، وترتفع عن سطح البحر 104 م، بلغ عدد سكانها 1090 نسمة في عام 2010 حسب إحصاء مكتب تعداد الولايات المتحدة.

## وصلات خارجية
- Cities & Counties - Georgia.gov